# 雪莉·考利
雪莉·考利（英語：Shirley Cawley，1932年4月26日—），生于克罗伊登，英国女子田径运动员，主攻跳远。她曾代表英国参加1952年夏季奥林匹克运动会田径比赛，获得女子跳远铜牌。